# Schläferzelle
Eine Schläferzelle ist eine von terroristischen Netzwerken beauftragte Gruppe von Menschen (Zelle), die sich in bestimmten Bereichen des Staates oder in Firmen aufhält. Dort verhält sie sich unauffällig (sie „schläft“) und späht ihr Umfeld aus. Auf Befehl des Netzwerkes wird die Schläferzelle „geweckt“, indem sie sabotiert oder bei der Umsetzung von Terroranschlägen hilft.
Für das Netzwerk ist es von Vorteil, eine Schläferzelle bereits lange Zeit vor einem geplanten Anschlag vor Ort zu haben. Die Personen müssen nicht erst eingeschleust werden, wenn bereits ein Alarmzustand herrscht, und können wichtige Informationen weiterleiten. Die ständige Bereitschaft ermöglicht eine kurzfristige Aktivierung zur Ausführung eines Anschlags. Der Begriff wird sowohl in Verbindung mit Spionage als auch dem Terrorismus verwendet. 